# Himalájai galamb
A himalájai galamb (Columba pulchricollis) a madarak osztályának galambalakúak (Columbiformes) rendjéhez és a galambfélék (Columbidae) családjához tartozó faj.
A magyar név forrással nincs megerősítve.

## Rendszerezése
A fajt Edward Blyth angol zoológus írta le 1846-ban.

## Előfordulása
Bhután, Kína, India, Laosz, Mianmar, Nepál, Tajvan és Thaiföld területén honos. Természetes élőhelyei a mérsékelt övi erdők, szubtrópusi vagy trópusi esőerdők és cserjések, 1300 és 3000 méter magasságban.

## Megjelenése
Testhossza 31–36 centiméter, testtömege 330 gramm. A hímnek a feje szürke. Mellkasa kékesszürke színű. Hasa világosszürke. Háta, farka és szárnyai sötétszürkék. A tojó feje, mellkasa, hasa és háta fehér, két szárnya pedig sötétszürke színű. Csőre rózsaszín.

## Életmódja
Magvakkal, gabonafélékkel és bogyókkal táplálkozik, de kisebb csigákat is fogyaszt.

## Szaporodása
Fészekalja 1 tojásból áll, melyet 21–23 napon keresztül költ.

## Természetvédelmi helyzete
Az elterjedési területe nagyon nagy, egyedszáma ugyan csökken, de még nem éri el a kritikus szintet. A Természetvédelmi Világszövetség Vörös listáján nem fenyegetett fajként szerepel.